# イタリア王国 (神聖ローマ帝国)

イタリア王国
Regnum Italiae (ラテン語)
Regno d'Italia (イタリア語)
Königreich Italien (ドイツ語)

イタリア王国の位置（1000年）

イタリア王国（イタリアおうこく、ラテン語: Regnum Italiae/Regnum Italicum）はドイツ王国、ブルグント王国と共に皇帝を君主とする神聖ローマ帝国を構成した王国の一つである。北イタリアと中央イタリアの大部分を占め、11世紀まで首都はパヴィアだった。名目上は帝国の中核だったが実際にはフランク王国や東フランク王国（ドイツ）の従属国だった。8世紀後半に成立して以来1000年以上の歴史を持つものの、独立した政体だったのは9世紀から10世紀にかけての100年足らずである。13世紀には実態が失われ、16世紀後期には王号も帝位に統合されて消滅。それでも皇帝を頂点とする封建的ネットワークは18世紀末まで維持され、「帝国イタリア」とも呼ばれた中北部イタリアはヴェネツィア共和国・教皇領・シチリア王国とは明確に異なる領域であった。

## 概要
476年に西ローマ皇帝が消滅したあとのイタリア統治は東ローマ皇帝によってオドアケル、ついで東ゴート族に委任された。これが最初のイタリア王国ともされるが実際にはローマ帝国の一部のままで、ローマ元老院も存続していた。皇帝ユスティニアヌス1世は6世紀半ばのゴート戦争を通して東ゴート族を滅ぼしてイタリアの統治権を取り戻すが、戦争で酷く荒廃したイタリアを維持できずランゴバルド族に大半を侵略されてしまった。何人かのランゴバルド王はイタリア王を名乗った。
773年、カロリング朝 フランク王国の国王カール1世はイタリアの大部分を領土とするランゴバルド王国に侵攻した。翌774年6月にランゴバルド王国の首都パヴィアが陥落し、カールはランゴバルド王＝イタリア王を兼ねることを宣言。イタリア王カルロ1世として即位した。これが中近世イタリア王国の成立である。さらに800年、カルロは教皇レオ3世からの戴冠によって、ローマ皇帝として即位。以降、カロリング朝によるイタリア統治は皇帝カール3世が廃位される887年まで続いた。その後はイタリア内外の諸侯が皇帝即位の前提でもあるイタリア王位を求めて争い続け、皇帝位は924年に一旦途絶えた。
951年、東フランク国王オットー1世がイタリア王国に攻め込み、首都パヴィアでイタリア王オットーネ1世を名乗った。そしてオットーネは962年にヨハネス12世の戴冠によりローマ皇帝として即位。以後、東フランク王国（ドイツ）とイタリアは皇帝という共通の君主を持つことになった。皇帝はその前提としてイタリア王であるものの実際にはほとんどイタリアに滞在することはなかったためイタリアの中央政府は中世盛期に早くも消失した。しかし「イタリアはローマ帝国を構成する王国である」という認識は残った。ローマ王を名乗るドイツ君主はイタリア王・ローマ皇帝に即位するためイタリアに進駐し、皇帝は発展の著しい都市国家群に対しイタリア王権を振るった。また、12世紀から14世紀にかけて皇帝に反するゲルフ（教皇派）と皇帝を支持するギベリン（皇帝派）の間でたびたび抗争が起こった。例としてゲルフのロンバルディア同盟が著名である。ロンバルディア同盟が帝国からの独立を求めることはなかったが、皇帝が振るうイタリア王権に対しては反抗を続けた。
13世紀から14世紀にかけてイタリアにおける帝権・王権が大きく弱体化し、都市国家群の独立性が高まった。ルネサンスが花開きイタリアは文化的にも経済的にも先進国となった。しかし15世紀に都市国家群の勢いは減衰。また1423年から1454年にかけて起こったロンバルディアでの内戦で領邦の数が減少した。そして1494年にフランス国王シャルル8世がイタリアに侵攻したことでイタリア戦争が勃発した。これは1559年まで続く。神聖ローマ帝国・教皇領・イタリア諸侯・フランス王国・スペイン王国などの利害が複雑に絡み合った結果、イタリアには皇帝カール5世と嫡男フィリップ（スペイン国王 フェリペ2世）による「スペイン・ハプスブルク家」の覇権が確立された。スペイン王国はローマ皇帝位を継いだカール5世の弟・フェルディナント1世の家系「オーストリア・ハプスブルク家」と連携してイタリアを統治した。スペイン・ハプスブルク家が1700年に断絶すると翌1701年にスペイン継承戦争が起こり、1714年のラシュタット条約によってイタリアでの覇権はオーストリア・ハプスブルク家（神聖ローマ帝国・皇帝）に引き継がれた。
また、イタリア戦争中の1495年から1512年にかけて、神聖ローマ帝国ではイタリア戦争と並行して帝国改造が実施されていた。帝国改造では帝国を10のクライスに分けて治安維持にあたることが決められたが、イタリア王国はアルプス以南の帝国クライス外の領域と位置づけられた。以後、皇帝はイタリア全体の行政に関わることが殆どなくなり司法面でのみ王としての面目を保った。近世イタリア王国の「政府」とは、皇帝代理とハプスブルク家領代官の人的ネットワークであった。この緩やかな統治は、1792年から1797年のフランス革命軍の侵略によって崩壊した。イタリアにはフランス革命政府の衛星国家（姉妹共和国）が次々と建国され、名目だけでも中世から続いていた王国はついに消えた。

## 前史：ランゴバルド王国

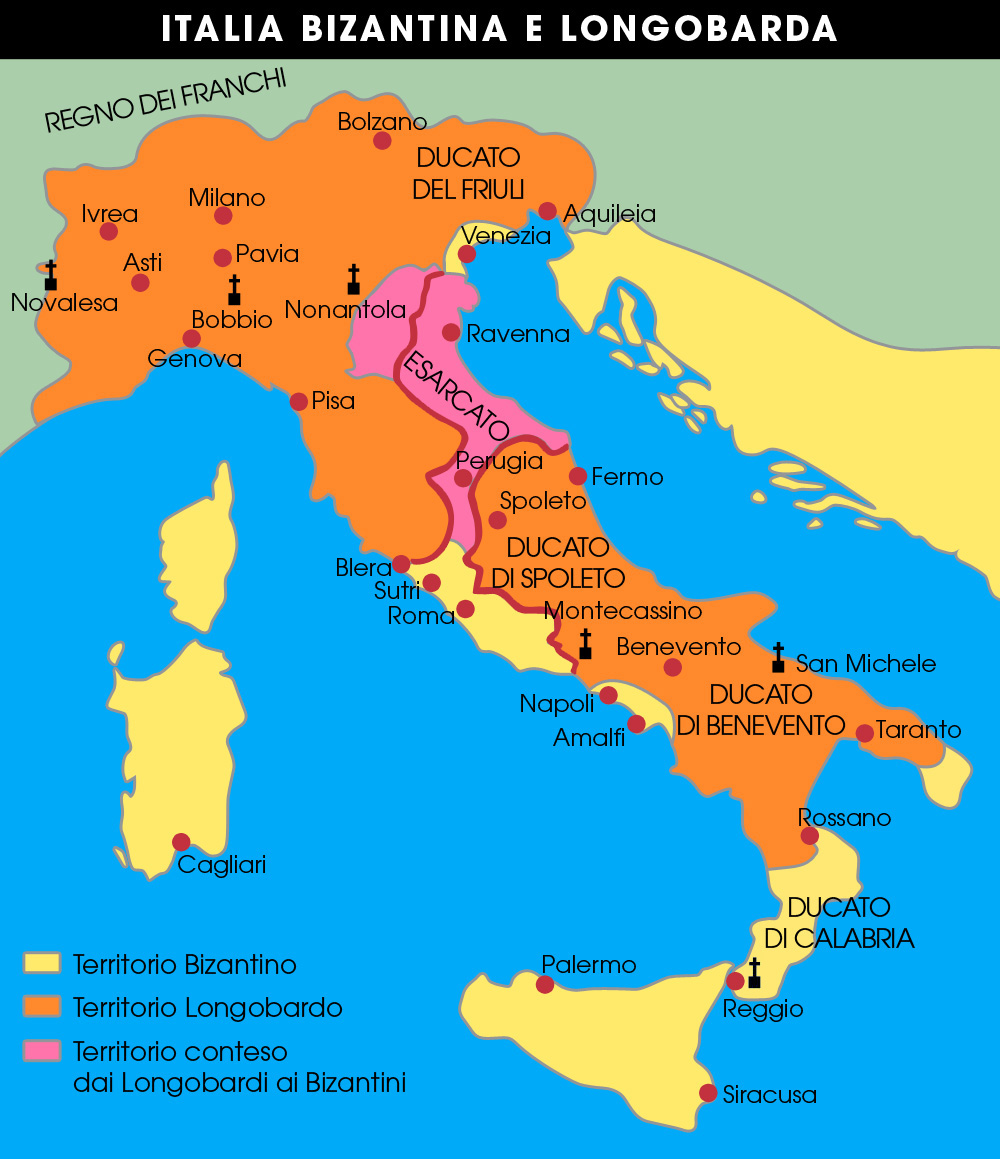
8世紀初頭のイタリア
橙色：ランゴバルド王国
黄色：東ローマ帝国
桃色：係争地（後の教皇領）

西ローマ帝国の消滅後にイタリアを統治したのは東ローマ帝国よりイタリアの統治を委任された東ゴート王国などの世俗領主であった。アウグストゥスの皇帝即位から連なるローマ帝国としてはイタリアとローマを失ったが、コンスタンティノープルを首都とする東ローマ帝国は未だ健在だった。530年代、東ゴート王国はイタリアとローマの奪還を狙う東ローマ帝国に攻撃された。数年の戦いの後、タギナエの戦いで東ゴート国王 トーティラが戦死。東ローマ帝国の将軍ナルセスはローマを占領し、クムエを包囲した。新しい東ゴート国王テーイアは残る東ゴート軍を集め、包囲を解くために進軍した。これに対し552年10月、ナルセスはカンパニアのモン・ラクタリウスでテーイアを奇襲。2日間の戦いの末、テーイアは戦死した。ナルセスはわずかな生き残りが帝国領内にある東ゴートの故地へ戻ることを許し、イタリアにおける東ゴート王国の勢力は駆逐された。東ローマ帝国軍はフランク王国のイタリア侵攻も撃退した。
しかしイタリア半島がローマ皇帝領に復したのはごくわずかな間で、567年から568年にかけてイタリアはランゴバルド王国に征服された。国王アルボイーノはイタリア王の称号を用い、ランゴバルド族はイタリアに定住。イタリア征服前後のランゴバルド王国についての一次資料は、7世紀に書かれた作者不明の Origo Gentis Langobardorum と8世紀に助祭パオロが書いた Historia Langobardorum があるが、Origo に列挙された最初期の王はほとんど伝説的なものである。彼らは民族移動期にランゴバルド族を率いたとされ、存在が確実な最初の王はタートである。
イタリアを征服したランゴバルド王国は2つの地域から成り立っていた。「大ランゴバルド」はイタリア北部から中部にかけて存在し、「小ランゴバルド」はローマ周辺のローマ帝国領（ラヴェンナ総督領）を挟んでイタリア中部から南部にかけて存在していた。アルボイーノ王以降のランゴバルド国王はイタリア王（ラテン語: rex totius Italie）と名乗ることが度々あった。しかし諸侯が持つ自治性は建国当初から強く、2世紀にわたるランゴバルド王国史の中では王が不在の時期もあった。王権が強大で十分な自治が得られない時期でも諸侯は勢力を蓄えることを怠らなかった。それでもランゴバルド王国は東ゴート王国と比べると安定した国家であったことがわかっている。

## カロリング朝イタリア

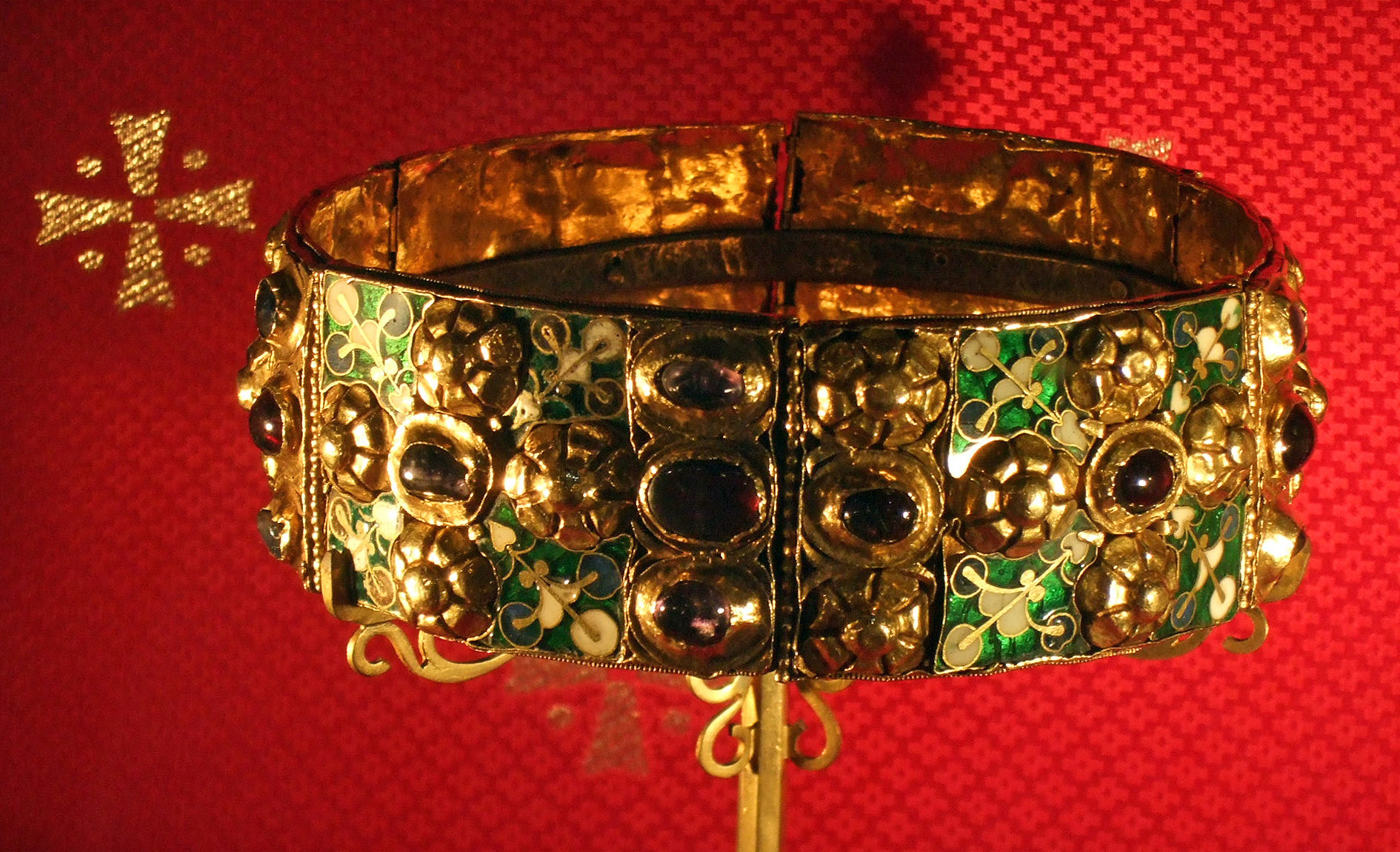
ロンバルディアの鉄王冠

774年、カロリング朝のフランク国王カール1世が教皇の保護を名目としてランゴバルド王国に攻め込んだ。ランゴバルド族は774年に首都パヴィアを包囲されて敗北した。カールはランゴバルド族の王冠であるロンバルディアの鉄王冠（コーローナ・フェッレア）を戴き、ランゴバルド国王・イタリア王カルロ1世として即位した。中近世イタリア王国の始まりである。以後、鉄王冠は数世紀にわたってイタリア王の戴冠式に使用された。さらにイタリアの統治者となったカルロは西暦800年に教皇レオ3世の手で約300年ぶりの「ローマ皇帝（神聖ローマ皇帝）」カール1世として戴冠された。これに対し東ローマ帝国のコンスタンティノープル宮廷はカルロをローマ皇帝とは認めなかったが、イタリアを統治して教皇に認められた者が正統なローマ皇帝になるという概念は西欧に定着してしまった。なおカルロの征服は領土面では大陸部の大ランゴバルドに留まり、半島部南方の小ランゴバルドには及ばなかった。小ランゴバルドではランゴバルド族の統治が9世紀から10世紀にかけて続き、その後もイタリア王国に合流せずノルマン人の征服によりシチリア王国が成立した。
大ランゴバルドに成立したイタリア王国は形式上フランク王国と別の国家であったがカロリング朝の支配下にあった。カルロの皇帝戴冠に先立つ781年、カルロの息子ピピンは共同イタリア王としてイタリア王国の統治を任された。810年にピピンが死ぬと息子ベルナルドがイタリア王位を継承。しかし818年にベルナルドは伯父帝ルートヴィヒ1世に殺害された。その後、皇帝の長男ロタールがロターリオ1世としてイタリア王に即位した。
843年のヴェルダン条約で帝国は3つに分裂し、イタリア王国は皇帝となったロターリオ1世の中フランク王国に含まれた。855年にロターリオ1世が死ぬと中フランク王国はさらに3人の息子たちに分割された。長男のロドヴィコ2世はイタリア王国と帝位を相続し、カロリング朝として初めてイタリア王国のみを単独で統治する君主となった（皇帝としてはルートヴィヒ2世）。これをもってイタリア王国の独立とみなされることがある。王国の南端は教皇領やスポレート公国までを含み、そのさらに南にはランゴバルド王国の残党であるベネヴェント公国、そして東ローマ帝国領があった。
875年にロドヴィコ2世が継嗣なく死去すると西フランク王国のシャルル2世はこの機を逃さず教皇ヨハネス8世に接近し、イタリア王カルロ2世・皇帝 カール2世として即位した。しかし、ロドヴィコ2世から帝位継承者に指名されていた東フランク王国のカールマン（カルロマンノ）がイタリア王国を奪還。カルロマンノの死後は弟のカールが後を継ぎ、イタリア王カルロ3世・皇帝カール3世となった。幸運に恵まれたカルロ3世は相続で帝国を再統一するが、能力が伴わず887年に廃位され翌年には死去。帝国は再び分裂状態となった。
その後のイタリアは混乱の数十年となった。まず女系でカロリング家と血縁関係を持つフリウーリ辺境伯ベレンガーリオ1世が諸侯の一部の支持を得て、トリエントでイタリア王に選出された。ベレンガーリオ1世の王位就任以降をイタリア史では「独立イタリア王国」の時代と呼ぶ。これはカルロ3世の死によってフランク王国からイタリアが独立した888年を始まりとし、オットー1世によって東フランク主導の帝国に取り込まれる962年までを指す。しかし、それは統治されているとはとてもいえない無秩序な状態であった。国内外の諸侯がローマ皇帝の前提となるイタリア王位を巡って争った。女系でカロリング家と血縁を持ったベレンガーリオ1世に対し、同じく女系でこの王家と繋がりを持つスポレート公グイードが挑戦し、勝利を収めた。
グイードはパヴィアでイタリア王に即位し、891年にはローマで皇帝戴冠を行った。グイードの皇帝位はその息子ランベルトに継承され、ベレンガーリオ1世とランベルト双方から圧力を受けた教皇フォルモススは、東フランク国王アルヌルフに救援を求めた。この結果、896年にアルヌルフはベレンガーリオ1世とランベルトの抵抗を排してローマを占領。そこでイタリア王・ローマ皇帝に戴冠された。これは東フランク国王によるイタリア政局介入の端緒となった。アルヌルフとランベルトが相次いで死去すると、ベレンガーリオ1世は899年に再びイタリア王に即位。しかし、ベレンガーリオに反対するイタリアの諸侯は、やはり女系でカロリング家の血を引くプロヴァンス国王ルイ3世を担ぎ出し、900年にイタリア国王ロドヴィコ3世として即位させた上、翌901年には皇帝 ルートヴィヒ3世として戴冠させた。ベレンガーリオ1世は905年にロドヴィコを打ち破り、915年には教皇による皇帝戴冠を実行。イタリア諸侯はなおユーラブルグント国王ルドルフ2世を担ぎ出してベレンガーリオ1世に対抗した。ベレンガーリオ1世は923年に敗れ去り、翌年家臣によって暗殺された。これによって結果的に962年まで皇帝の称号を持つ人物がいなくなり、マジャール人やイスラム帝国（アッバース朝）の襲撃にも苦しめられることとなった。
925年、ルドルフ2世に反対するイタリア諸侯の一部はキスユラブルグント王国の摂政ユーグ・ダルルを担ぎ出して対抗した。翌年にルドルフはブルグントに撤退して、ユーグがイタリア王ウーゴとして即位した。931年には息子ロターリオ2世を後継者として共同王位につけたウーゴは933年にルドルフと講和し、プロヴァンス王国を譲る代わりにイタリア王位を諦めさせた。さらに941年、ローマ皇帝位獲得を目指すウーゴは敵対するイヴレーア辺境伯ベレンガーリオ（ベレンガーリオ1世の孫）から辺境伯位を取り上げてイタリア王国から追放したが、945年に反撃されて逆にプロヴァンスに隠棲させられた。947年、イタリア王国に残されたロターリオ2世は、ルドルフの娘アデライーデと結婚。しかし、950年にロターリオ2世は死去し、ベレンガーリオによる毒殺が噂された。そんな中、ベレンガーリオはイタリア王ベレンガーリオ2世として息子のアダルベルトとともにイタリア王として戴冠したが、前王を毒殺した容疑により親子の政治的地位は弱体化していた。ベレンガーリオ2世は王位の正当性を得るため前王の未亡人アデライーデを息子アダルベルトと結婚させようとしたが、アデライーデはこれを拒否して監禁された。そして彼女が救援を求めたのが東フランク国王オットー1世であった。

## 帝国イタリア

1000年のイタリア王国黒枠内が神聖ローマ帝国の領域

951年、東フランク国王（ドイツ国王）オットー1世はイタリア王ロターリオ2世の未亡人アデライーデの救助を名目にイタリア王国へ侵攻。アデライーデを監禁してイタリア王を名乗っていたベレンガーリオ2世親子は撃退された。救出されたアデライーデはオットーと結婚し、オットーはパヴィアでロンバルディアの鉄王冠を戴いてイタリア王オットーネ1世を名乗った。ベレンガーリオ2世親子は一旦許されてイタリア王国の統治を任されたが、やがて教皇と対立して960年に教皇領を攻撃。そこで教皇ヨハネス12世はオットーネ1世に救援を求めた。オットーネは再びイタリアへ侵攻してベレンガーリオ2世親子を下し、962年2月2日に教皇から帝冠を受けて皇帝となった。このときからドイツ国王がローマ皇帝・イタリア王を兼ね、空位となっていたカール大帝以来の帝国がイタリアとドイツの同君連合として再興した。アーヘンで戴冠したドイツ国王は、北イタリアのパヴィアでミラノ大司教からロンバルディアの鉄王冠を受けてイタリア王としても戴冠し、それからローマに赴いて教皇の手により皇帝として戴冠されるのが習わしとなった。
しかし、1002年に皇帝オットー3世（イタリア王オットーネ3世）の崩御時は例外であり、イタリア王国は新たなドイツ国王ハインリヒ2世を受け入れず、ベレンガーリオ2世の後継者であるイヴレーア辺境伯アルドゥイーノをイタリア王に選んだ。ハインリヒ2世はケルンテン公オットー1世を派遣したが、アルドゥイーノはこれを撃退。しかし、1004年にハインリヒ2世は自らイタリアへ進攻し、アルドゥイーノを下してイタリア王エンリーコ1世として戴冠した。これによってアルドゥイーノは1861年にヴィットーリオ・エマヌエーレ2世が即位する以前としては、最後の独立イタリア王となった。また11世紀ごろからドイツ国王は帝位継承権所有者として「ローマ王」を名乗るようになった。
1032年にエンリーコ1世の後を継いだサーリカ朝（ザーリアー朝）の皇帝コンラート2世（イタリア王コッラード1世）は、ブルグント王国を帝国に併合した。また、反抗的なミラノ大司教とその他イタリア貴族たちにイタリア王権を示すため、1037年にミラノを包囲。さらに彼は、封土の法典を定めて小貴族たちの領土の世襲を保証して支持を獲得した。イタリア王権を安定させることができたコッラードだったが、それでもイタリア人でない者がイタリア王権を行使することに関する反感はくすぶり続けた。
そもそも皇帝はイタリア王を兼ねていたもののイタリアに滞在することはほとんどなく、大部分の時間をドイツで過ごした。国王のいないイタリアには中央政府の権威がほとんど存在せず、それは広い領土を持った権力者もいなかった。トスカーナ辺境伯のみはトスカーナ・ロンバルディア・エミリアにまたがる広大な領土を持っていて唯一注目に値したが、1115年に叙任権闘争で活躍したマティルデ・ディ・カノッサが後継者なく死んで断絶。この権力の空白を埋めたのは教皇と都市であった。叙任権闘争に勝利した教皇は皇帝を凌ぐ権威を獲得し、徐々に豊かになってきたイタリア王国の諸都市は周囲の農村を支配領域に組み込んでいった。

### スタウフェン朝

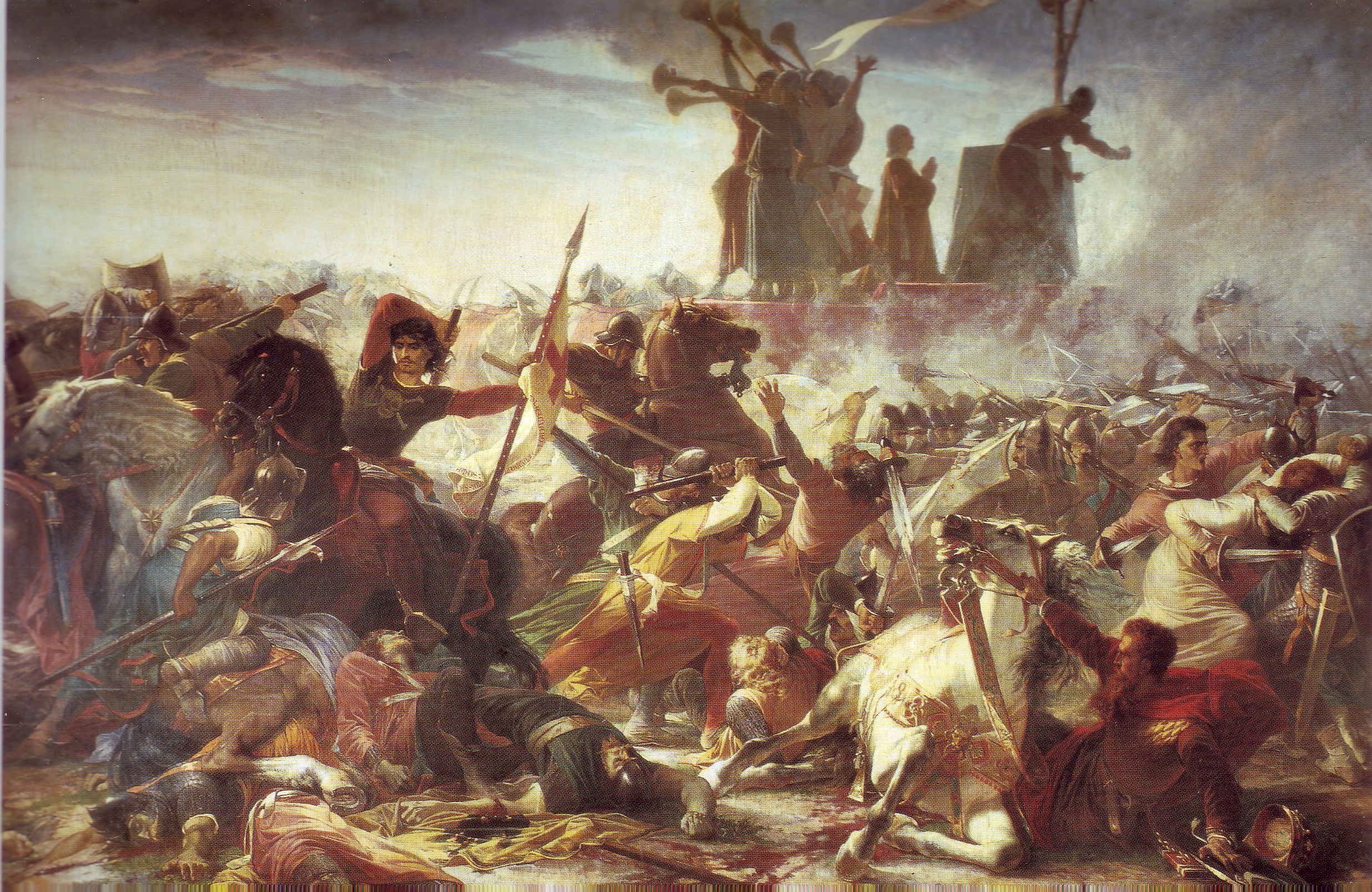
アモス・カッシオーリ「レニャーノの戦い」（19世紀）

ホーエンスタウフェン朝の皇帝フリードリヒ1世（イタリア王フェデリーコ1世）はイタリア半島における帝国の権威を復活させようとした。フリードリヒは「皇帝は教皇ではなく神に直接聖別されている」として神聖帝国の国号を掲げた。教皇の権威を否定したフェデリーコは、さらにイタリア王国の都市を直接支配して重税を課そうした。そこで北イタリアの都市国家群は教皇の後援を受けてロンバルディア同盟を結成。1176年5月29日、ロンバルディア同盟はレニャーノの戦いでフェデリーコを破り、1183年のコンスタンツ条約でイタリアの諸都市は自治権を勝ち取った。しかし、一方で皇帝の権威もある程度認めて上納金を払った。なお、イタリア王国全ての都市が皇帝に抵抗したわけではなく、皇帝を支持する勢力もあった。この教皇派（ゲルフ）と皇帝派（ギベリン）の争いは数世紀にわたって続いた。貴族には皇帝派が多く、都市市民には教皇派が多かったといわれるが、単に対立勢力が皇帝派になったから教皇派になるといった例も多かった。
フェデリーコの息子である神聖皇帝ハインリヒ6世（イタリア王エンリーコ6世）は、イタリアにおけるホーエンスタウフェン朝の権威を拡大しようとした。エンリーコは、ノルマン人が建国したイタリア半島南部のシチリア王国に侵攻し、シチリア島と南イタリアの全域を征服することに成功した。さらにエンリーコの息子・皇帝フリードリヒ2世（イタリア王フェデリーコ2世）は本拠地をシチリアに置いた。オットー1世以来、イタリアに本拠地を置いた初めての皇帝であった。
フェデリーコ2世もまた北イタリアの都市に支配を行き渡らせることを試みた。これにはロンバルディア同盟だけでなく教皇も激しく抵抗。教皇はイタリア中央の世俗的な領土（理念的には帝国の一部）に執着しており、ホーエンスタウフェン朝の皇帝による主導権を恐れていた。フェデリーコ2世は全イタリアを支配下に置くために奮闘したが、決定的な勝利を得ることができず、祖父・フェデリーコ1世と同じ結果になった。1250年にフェデリーコ2世が死去するとまもなくスタウフェン朝は滅亡、実効的な政体としてのイタリア王国も事実上消滅し、ドイツでも大空位時代と呼ばれる王が事実上存在しない事態が20年程度続いた。イタリア都市間で教皇派と皇帝派の争いは続けられたが、争いは徐々に本来の意義からかけ離れていった。

### 衰退
大空位時代を経て帝国は弱体化したがイタリア王国は全く意味を失ったわけではなかった。また、帝国はこの時期に「神聖ローマ帝国」の国名を正式に使用し始めた（神聖ローマ帝国の国名の変遷はこちら）。1310年にはルクセンブルク家のローマ王ハインリヒ7世によってフェデリーコ2世から実に約100年ぶりにイタリア王・ローマ皇帝としての戴冠を目的とした遠征が行われた。ハインリヒ7世は5,000人の騎士を連れてアルプスを越え、イタリア王としての戴冠式が行われるミラノに向かった。ミラノは教皇派のグイード・デッラ・トッレが専横していたがこれを撃破し、ヴィスコンティ家のマッテーオ1世を復権させた。ハインリヒ7世はミラノにてロンバルディアの鉄王冠を受けてイタリア王エンリーコ6世となった。その後、エンリーコ6世はローマに向かい、教皇クレメンス5世の代理である3人の枢機卿によってローマ皇帝として戴冠した。新たな皇帝は帝権復活のためにナポリ王国への侵攻も計画したが翌年に急死し、遠征は中止となった。

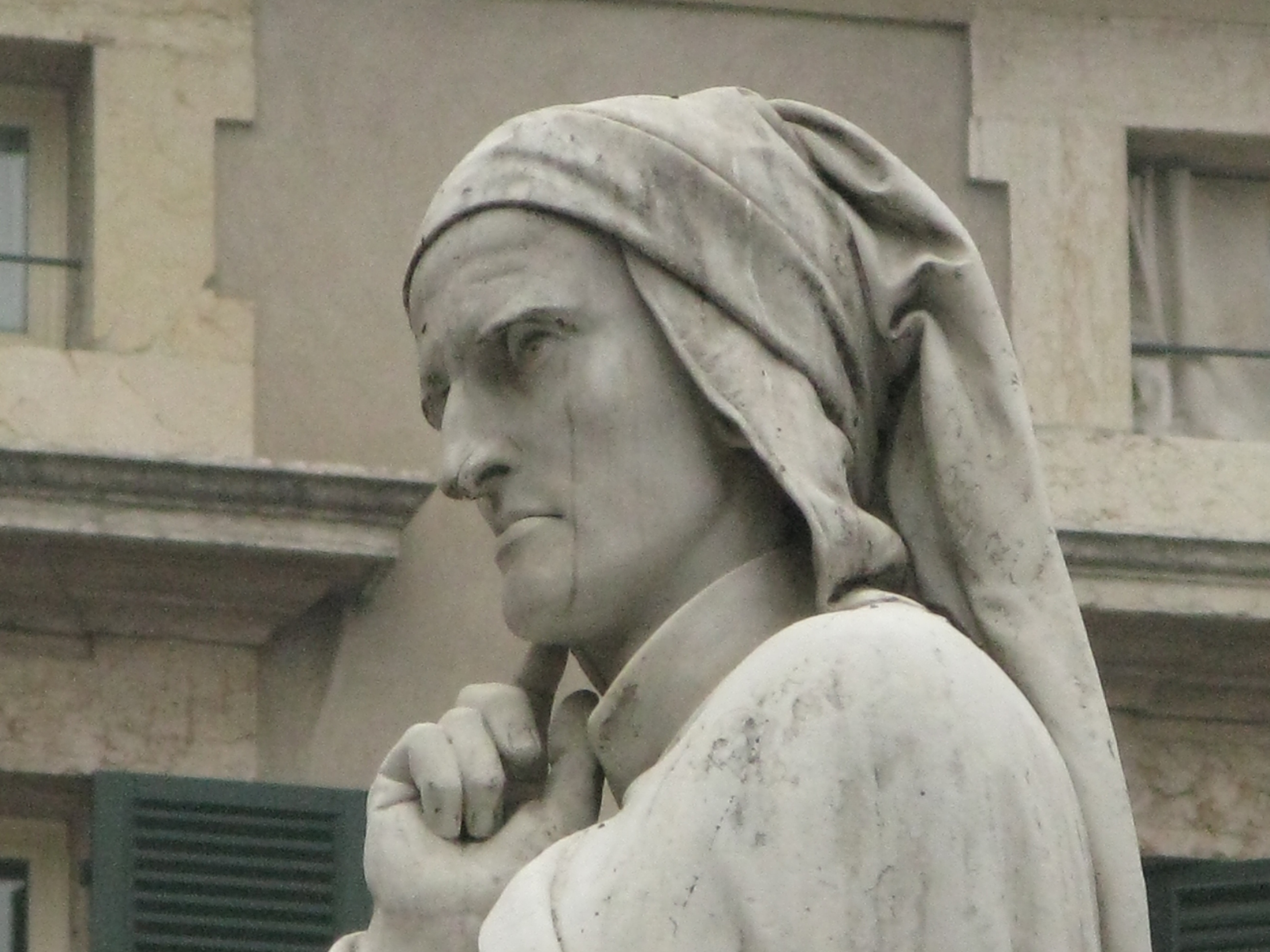
ヴェローナのシニョーリ広場にある、ダンテ像

14世紀から15世紀にかけてドイツではルクセンブルク家・ハプスブルク家・ヴィッテルスバッハ家によってローマ王位が争われた。エンリーコ6世死後の1314年、二重選挙によってヴィッテルスバッハ家のバイエルン公ルートヴィヒ4世とハプスブルク家のフリードリヒ3世の両方がローマ王として選出された。1322年9月に「ドイツにおける最後の大騎士戦争」とも呼ばれたミュールドルフの戦いで勝利したルートヴィヒ4世は、1328年に皇帝ルートヴィヒ4世（イタリア王ロドヴィコ4世）として戴冠しフリードリヒより上位であることを示した。ロドヴィコ4世の次にローマ王となったカール4世もまたローマに赴き、1355年にローマ皇帝（イタリア王カルロ4世）として戴冠した。
神聖ローマ帝国の統治者としてイタリア王を兼ねるという理念を忘れたローマ王は一人もいなかった。イタリア人自身もまたローマ皇帝がカトリック世界に対する普遍的支配権を持つという概念を忘れていなかった。ダンテ・アリギエーリやパドヴァのマルシリウスといったルネサンス期の人物も、普遍的帝国という概念によって秩序をもたらんさんとするエンリーコ6世やロドヴィコ4世に期待していた。一方で次に皇帝となったカルロ4世の興味はもっぱら自領ボヘミアの経営にあり、イタリア王国を素通りして帝権を切り売りしていったためローマ市民を失望させた。カルロ4世は1378年にブルグント王国をフランスに割譲してもいる。
この時代、かつて共和国であった都市国家を専制的に支配する僭主（シニョリーア）が現れ始め、ローマ皇帝やローマ王に公や侯といった称号を与えられていった。ローマ皇帝はイタリア王国の実力者に称号と正当性を与えることで、イタリア王国が神聖ローマ帝国の一部であることを示そうとした。最も注目すべきはルクセンブルク家がミラノのヴィスコンティ家を支援したことで、1395年にはローマ王ヴェンツェルがジャン・ガレアッツォ・ヴィスコンティにミラノ公の称号を与えている。他の家系も新しい称号を与えられており、マントヴァのゴンザーガ家、モデナとフェラーラのエステ家などが該当する。ルクセンブルク家は僭主を公に叙爵して得た上納金を、ボヘミアの発展に注ぎ込んだ。

## 近世イタリア

1494年のイタリア

近世初期になってもイタリア王国は未だ存在していたが、もはや影のようなものにすぎなかった。北東イタリアの諸邦が帝国外のヴェネツィア共和国に併合されていったため、イタリア王国の領土は著しく削られていたのである。もともと、ヴェネツィア共和国は東ローマ帝国の飛び地として始まったが、近世になるとその領域は北東イタリアのほとんどを占めていた。また、中央イタリアの教皇領も完全な主権と独立を宣言していた。
16世紀初頭にはローマ王（ドイツ君主）がイタリアでの実力を失ったことが明確となったため、教皇はローマ王への配慮として「選ばれしローマ皇帝」を名乗ってよいと認めた。これによりイタリア王としての即位及び教皇による戴冠を経なくてもドイツ君主であればローマ皇帝ということになり、皇帝位とイタリア王位はドイツ君主に吸収された。イタリア王位は皇帝位の前提ではなくなり、逆にローマ皇帝＝ドイツ君主であればイタリア王でもあるということになった。さらに「ドイツ国民の神聖ローマ帝国」の国号が採用されるに至り、イタリア王国は神聖ローマ帝国という概念から切り離されていった。それでも皇帝は大小250から300ある封土の正式な封主であり、イタリア王国は諸邦が封建的ネットワークで結ばれる「帝国イタリア」であった。
1519年にスペイン国王とナポリ国王を相続していたハプスブルク家のカール（スペイン国王カルロス1世）が神聖ローマ皇帝カール5世・イタリア王カルロ5世となったことで、イタリアにおける皇帝の影響力がにわかに強まった。イタリアに支配権を確立しうる皇帝の登場はフェデリーコ2世以来のことであった。カルロ5世はまず1494年から始まっていたイタリア戦争の一環として、ミラノ公国からフランスの勢力を追い出した。これに対し、皇帝の影響力が必要以上に強まることを恐れた教皇、およびフランスの援助を受けていた諸侯たちは、フランスとコニャック同盟を締結。これを破壊するため、カルロ5世はローマ劫掠を行ってメディチ家の教皇クレメンス7世を屈服させた。1530年、カルロ5世はロンバルディアの鉄王冠を用いたイタリア王およびローマ皇帝としての正式な戴冠を行い、教皇から帝冠を受け取った。皇帝はさらにフィレンツェを征服し、メディチ家をフィレンツェ公国の公爵として復帰させた（このフィレンツェのメディチ家はのちにトスカーナ大公となる）。さらにミラノ公国のスフォルツァ家が断絶すると、カルロ5世はミラノが帝国の封土であると宣言し、息子のフィリッポを新たな公に据えた。イタリア戦争は1559年に終結した。
しかし、この新たな覇権は神聖ローマ帝国に残らなかった。カルロ5世の後に神聖ローマ皇帝となったのはオーストリア大公である弟のフェルディナント1世であるが、ハプスブルク家のイタリアにおける勢力は、スペイン国王となった息子のフェリペ2世（ミラノ公フィリッポ）が継承し、皇帝がイタリア王を表だって名乗ることもなくなった。それでもやはり皇帝は帝国イタリアの君主であり、ローマ教会・神聖ローマ帝国・スペイン王国の封建的ネットワークが併存することになった。1627年にマントヴァ公が空位となった際、皇帝フェルディナント2世はイタリア王権を実際に行使し、フランスのヌヴェール公シャルルによるマントヴァ公位継承を阻止しようとした。これによりマントヴァ継承戦争が勃発。マントヴァ継承戦争は三十年戦争の一部ともされる。スペイン継承戦争中の18世紀初頭にも皇帝は再び王権を行使し、1708年にマントヴァを差し押さえてハプスブルク家のミラノ公国へ編入した。オーストリア大公国を本拠地とする皇帝はミラノとマントヴァを治め続けたほか、断続的にではあるが他の地域も支配した（1737年以降のトスカーナなど）。

末期の帝国イタリア。1789年。

マントヴァに対する一連の処置は、イタリア王国において王権が行使された最後の注目すべき事例であった。皇帝の封建君主としての権利はほとんど意味がなくなっていたとはいえ、ハプスブルク家は家門の力を増大させる便利な手段として、帝国イタリアと神聖ローマ帝国の結びつきを利用した。特に皇帝直属の帝国宮内法院は封建的な繋がりを根拠に援助を求められ、帝国イタリアに対して裁判権を持つ国家機関として機能していた。17世紀前半にスペインの封建的ネットワークが取り除かれると、オーストリアのウィーン宮廷と強く結びついたミラノ公国の法曹貴族が皇帝代理として帝国イタリアでの紛争解決にあたり、軍税の徴収なども行った。
ドイツのケルン大司教が持つ選帝侯としての宮中官位である「イタリア大書記官長」もまた、帝国イタリアと神聖ローマ帝国の繋がりを示していた。皇帝と帝国議会は帝国イタリアに関して神聖ローマ帝国が引き継ぐべきとした多くの条約を公的には維持しようとした。皇帝は帝国イタリアにおける伝統的な責任を真剣に考えていたし、多くのイタリア人も神聖ローマ帝国との結びつきを高く評価していた。帝国イタリアの貴族たちはドイツ人貴族と同じ国際的な文化的関係の中に属し、有力な君侯家間の婚姻がこのような結びつきをさらに支えていた。
フランス革命戦争が起きると皇帝はナポレオン・ボナパルトによってイタリアから追い出された。ナポレオンは北イタリアに衛星国家を建国し、1797年のカンポ・フォルミオ条約によって皇帝フランツ2世（イタリア王フランチェスコ2世）は帝国イタリアに関する権利を放棄させられた。これによってイタリア王国は名実ともに消滅してチザルピーナ共和国が建国され、1802年にはイタリア共和国と改名した。神聖ローマ帝国では1799年から1803年にかけて帝国再構成（陪審化）が実施されたが、既に神聖ローマ帝国に含まれないイタリアは対象外であった。この時点でケルン大司教領が他のライン川流域の聖界領と同じくナポレオンによって解体されていたため、名目上の「イタリア大書記官長」すら消滅していた。
1804年には神聖ローマ帝国の国号がローマ＝ドイツ帝国に変更された。さらにナポレオンが教皇から帝冠を受け取ってフランス皇帝ナポレオン1世として即位するに至り、フランツ2世も神聖ローマ皇帝位とは別にオーストリア皇帝として即位した。そして1805年3月26日、ナポレオンはロンバルディアの鉄王冠を使った伝統的な戴冠式でイタリア王ナポレオーネとしても即位し、皇帝がイタリア王でもある状況を再現。イタリア共和国はイタリア王国となった。翌1806年、皇帝フランツ2世は「ドイツ帝国」の解散を宣言した。ナポレオーネは1814年に失脚してイタリア王国が消滅し、翌1815年のウィーン会議によってローマ皇帝フランツ2世改めオーストリア皇帝フランツ1世はミラノ、トスカーナなどのイタリアにおける失地を回復した。しかし、神聖ローマ帝国および帝国イタリアの復活はなく、皇帝と諸邦の結びつきはもはや修復されなかった。

## 歴代君主
1. カルロ1世（ローマ皇帝 カール1世　774年 - 814年）
  - ピピン（781年 - 810年　カルロ1世と共同統治）
2. ベルナルド（810年 - 818年　814年まではカールイ1世と共同統治）
3. ロドヴィコ1世（フランク国王 ルートヴィヒ1世・ローマ皇帝 ルートヴィヒ1世　818年 - 840年）
4. ロターリオ1世（中フランク国王 ロタール1世・ローマ皇帝ロタール1世　822年 - 855年）
5. ロドヴィコ2世（ローマ皇帝 ルートヴィヒ2世　855年 - 875年）
6. カルロ2世（西フランク国王 シャルル2世・ローマ皇帝 カール2世　875年 - 877年）
7. カルロマンノ（東フランク国王 カールマン　877年 - 879年）
8. カルロ3世（フランク国王 カール3世・ローマ皇帝 カール3世　879年 - 888年）
9. ベレンガーリオ1世（888年 - 894年　889年からはグイードの対立王）
10. グイード（ローマ皇帝 グーイド　889年 - 894年　894年からランベルトと共同統治）
11. アルヌルフォ（東フランク国王 アルヌルフ・ローマ皇帝アルヌルフ　894年 - 899年）
  - ラトルド（896年 - 896年　アルヌルフォと共同統治）
12. ランベルト（ローマ皇帝ランベルト　891年 - 898年　894年までグイードと共同統治）
13. ベレンガーリオ1世（復位　ローマ皇帝ベレンガル1世　898年 - 924年　900年から905年までロドヴィコ3世の対立王）
14. ロドヴィコ3世（キスユラブルグント国王 ルイ3世・ローマ皇帝 ルートヴィヒ3世　900年 - 905年）
15. ロドルフォ（ユーラブルグント国王 ルドルフ2世　922年 - 933年　926年以降はウーゴの対立王）
16. ウーゴ（926年 - 947年　931年以降はロターリオ2世と共同統治　945年以降は王位のみ保持して隠棲）
17. ロターリオ2世（931年 - 950年　931年から945年はウーゴと共同統治）
18. ベレンガーリオ2世（950年 - 961年　アダルベルトと共同統治、951年以降はオットーネ1世の対立王）
  - アダルベルト（950年 - 961年　ベレンガーリオ2世と共同統治、951年以降はオットーネ1世の対立王）

962年からイタリア王国は神聖ローマ帝国の一部となり皇帝はイタリア王を兼ねた。
- オットーネ1世（皇帝 オットー1世　951年 - 973年）
- オットーネ2世（皇帝 オットー2世　980年 - 983年）
- オットーネ3世（皇帝 オットー3世　996年 - 1002年）

オットーネ3世の死後、諸侯の支持を得て再び独自のイタリア王が立てられる。
- アルドゥイーノ（1002年 - 1014年、1004年以降はエンリーコ2世の対立王）

アルドゥイーノがエンリーコ2世に破れた後、独自のイタリア王が立てられることはなかった。
- エンリーコ2世（皇帝ハインリヒ2世　1004年 - 1024年）

以後、神聖ローマ皇帝一覧を参照